# Tim Schaeffers
Tim Schaeffers (nascut el 14 de maig de 1987) és un futbolista neozelandès que actualment juga com a defensa pel Team Wellington del Campionat de Futbol de Nova Zelanda.

## Trajectòria per club
Schaeffers començà la seva carrera quan a l'edat de 16 anys va ser contractat pel Ngongotaha, un equip de la lliga de la Federació de Futbol de Waikato i Bay of Plenty. Va canviar de col·legi al Mount Albert Grammar School d'Auckland, on va ser entrenat per Kevin Fallon que l'ajudà a signar pel Gisborne City. Schaeffers després va ser ofert l'oportunitat de possiblement juga amb el York City de la Conference National d'Anglaterra, però mai fou contractat al final per l'equip.

## Trajectòria internacional
Schaeffers va formar part de la selecció neozelandesa sub-20 que jugà en el Campionat del Món de la FIFA sub-20 de 2007. Va jugar dos partits en el torneig: contra Gàmbia, en què perderen 0–1, i contra Mèxic, en què perderen 1–2. A més, va ser convocat per un partit contra Tailàndia l'octubre de 2006 amb la selecció internacional oficial, però al final no hi jugà.

## Palmarès
- Copa White Ribbon (1): 2011-12.